# Neopromachus scharreri
Neopromachus scharreri är en insektsart som beskrevs av Günther 1929. Neopromachus scharreri ingår i släktet Neopromachus och familjen Phasmatidae. Inga underarter finns listade i Catalogue of Life.